# 夏大鮈鱥
夏大鮈鱥（學名：Macrhybopsis aestivalis）為輻鰭魚綱鯉形目雅羅魚科的其中一種，分布於北美洲美國和墨西哥,
從明尼蘇達州和內布拉斯加州到西維吉尼亞州和俄亥俄州的密西西比河流域，以及從佛羅里達州到德克薩斯州和新墨西哥州的墨西哥灣以南的淡水流域，本魚體細長且側扁，口下位，具有咽齒，嘴角有長觸鬚，唇厚，鼻鈍，眼睛位於頭部較高位置，體色通常黃褐色至銀色，可能有或沒有深色斑紋，腹部銀色，側線由34-41枚鱗片組成，背鰭軟條有微暗的邊緣，側線沿身體長度呈直線或拱形，背鰭軟條10條、尾鰭軟條16-21條、臀鰭軟條7-9條、條腹鰭軟條6-9條和胸鰭軟條11-18條，體長可達12.7公分，棲息在沙石底質、流動快速的溪流底層水域，以水生昆蟲為食，繁殖期在每年4月下旬至8月中旬，會成群聚集受精、產卵。